# Ісаак Тіріон
Ісаак Тіріон (нід. Isaak Tirion; 1705—1769) — голландський видавець і картограф.

## Карти України
1740 р. Карта — «NUOVA CARTA DELLA MOSCOVIA O RUSSIA SECONDO L'ULTIME 0SSERVAZIONIFATTA IN AMSTERDAM PER ISAK TIRION» (Нова карта Московії, або Росії, за останніми спостереженнями, виготовлена у Амстердамі Ісааком Тіріоном). Українські землі представлені Волинню (Volhynia), Чернігівським (Chemicowa) та Новгород-Сіверським (Severia) князівствами, Кримом (Crimea), Малою Тартарією (Tartaria Piccola). На карті як окремі адміністративно-територіальні одиниці виділені: земля Бєлгородських козаків (Bialagrodski Cosachi), Донських Козаків (Don Cosahi) та Україна (Ukraiaia) (підписана на Лівобережжі Дніпра аж до Бєлгорода).